# Zeraim
Zeraim (hebr. סדר זרעים; pol. nasiona, rośliny) – pierwszy i najkrótszy spośród sześciu porządków Miszny. Zawiera przepisy dotyczące rolnictwa, ukazuje prawa ubogich, kapłanów i lewitów. Przedstawia również prawa dotyczące błogosławieństw i niektórych modlitw.

## Podział
Porządek Zeraim obejmuje 11 traktatów:
1. Berachot (hebr. ברכות; pol. błogosławieństwa); zawiera przepisy regulujące odmawianie modlitw.
2. Pea (hebr. פאה; pol. skraj); porusza zagadnienia dotyczące pozostawiania biednym zboża na skraju pola lub owoców na drzewie na skraju sadu.
3. Demaj (hebr. דמאי; pol. rzeczy wątpliwe); porusza temat  plonów kupowanych lub otrzymywanych od kogoś nieprzestrzegającego przykazań Tory (tzw. am haarec), co do których nie wiadomo, czy wydzielono z nich dziesięciny.
4. Kilajim (hebr. כלאים; pol. dwojakość); o zakazie mieszania różnych rzeczy.
5. Szewiit (hebr. שביעית; pol. siódmy); o roku szabatowym.
6. Terumot (hebr. תרומות; pol. dary, ofiar); o świadczeniach na rzecz kapłanów.
7. Maaserot lub  Maser riszon (hebr. מעשרות; pol. dziesięciny lub dziesięcina pierwsza); o świadczeniach, nazywanych „pierwszą dziesięciną”, na rzecz lewitów.
8. Maser seni (hebr. מעשר שני; pol. dziesięcina druga); o prawie dotyczącym dziesięciny spożywanej w Jerozolimie (por. Kpł 14,22-26).
9. Challa (hebr. חלה; pol. ciasto); o części ciasta należnej kapłanom.
10. Orla (hebr. ערלה; pol. napletek); o prawie zakazującym zrywania oraz spożywania owoców z drzew przez pierwsze trzy lata wzrostu.
11. Bikkurim (hebr. ביכורים; pol. pierwociny); o prawie dotyczącym pierwszych plonów składanych w Świątyni Jerozolimskiej[1].

## Liczba rozdziałów i stron
Poniżej przedstawiono zestawienie liczby rozdziałów Miszny i Tosefty w obrębie traktatów Porządku Zeraim, a także liczbę stron w Talmudzie Babilońskim oraz Jerozolimskim, jaką dany traktat zajmuje. Liczbę stron podano według edycji wileńskiej
|              | LICZBA ROZDZIAŁÓW | LICZBA ROZDZIAŁÓW | LICZBA STRON      | LICZBA STRON        | LICZBA STRON |
| ------------ | ----------------- | ----------------- | ----------------- | ------------------- | ------------ |
| TRAKTAT      | MISZNA            | TOSEFTA           | TALMUD BABILOŃSKI | TALMUD JEROZOLIMSKI |              |
| Berachot     | 9                 | 6                 | 64                | 68                  |              |
| Pea          | 8                 | 4                 |                   | 37                  |              |
| Demaj        | 7                 | 8                 |                   | 34                  |              |
| Kilajim      | 9                 | 5                 |                   | 44                  |              |
| Szewiit      | 10                | 8                 |                   | 31                  |              |
| Terumot      | 11                | 10                |                   | 59                  |              |
| Maaserot     | 5                 | 3                 |                   | 26                  |              |
| Maaser Szeni | 5                 | 5                 |                   | 28                  |              |
| Challa       | 4                 | 2                 |                   | 28                  |              |
| Orla         | 3                 | 1                 |                   | 20                  |              |
| Bikkurim     | 3                 | 2                 |                   | 13                  |              |